# 佐野学

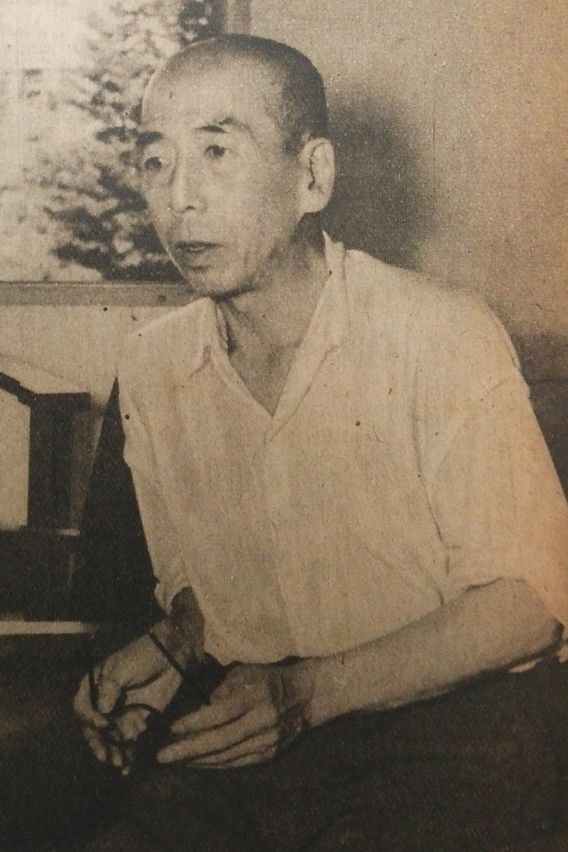
1948年

佐野 学（さの まなぶ、1892年〈明治25年〉2月22日 - 1953年〈昭和28年〉3月9日）は、日本の社会主義運動家で、昭和初期の非合法政党時代の日本共産党（第二次共産党）の中央委員長。獄中から転向声明を発表し、大きな反響を呼んだ。

## 生涯

### 戦前
豊後杵築藩の侍医を勤めた佐野家に生まれる。
第七高等学校造士館を経て東京帝国大学法学部を卒業後は大学院で2年間、矢作栄蔵の下で農政学を学び、新人会創立に参加した。日本勧業銀行に短期間勤めた後、兄彪太の岳父後藤新平の伝手で1919年、満鉄東亜経済調査局に嘱託社員として勤務し、翌1920年4月、早稲田大学商学部講師となって経済学と経済史を講義した（東海林太郎は佐野の教え子という）。1921年7月、論文「特殊部落民解放論」（雑誌『解放』所収）を書いた。
1922年7月、荒畑寒村の勧誘で日本共産党（第一次共産党）に入党。翌年2月の党大会（市川大会）で執行委員・国際幹事に選出されたが、同年5月末、第一次共産党事件（6月5日）による検挙を避けソ連に亡命した。その際に後藤新平は、佐野の亡命に関する情報を、後藤との日ソ国交交渉のために来日していたアドリフ・ヨッフェ経由でソ連に流し、亡命を援助した。佐野が第一次共産党事件の検挙を免れたことについては、当時から、後藤が援助したのではないかと、政友会が議会で第2次山本内閣内務大臣の後藤を追及していた。1925年7月に帰国して共産党を再建（第二次共産党）。1925年1月の日ソ基本条約調印によりソ連大使館が開設され、そこに商務官の肩書きで派遣されていたコミンテルン代表のカール・ヤンソンから活動資金を得て、『無産者新聞』の主筆を務めた。1926年3月、第一次共産党事件で禁錮10ヶ月の判決を受け、同年末まで下獄。
1927年11月、佐野の著作『十一月革命の意義』（希望閣）が発売禁止処分を受ける。
同年12月に中央委員長に就任、労働運動出身の鍋山貞親とともに党を指導した。
1928年、三・一五事件の前日に日本を発って検挙を免れて訪ソし、コミンテルン第6回大会に日本共産党首席代表として出席、コミンテルン常任執行委員に選任された。モスクワでは日本史の講師としてモスクワ東洋学院の教壇にも立っている。その後、のちのソ連外相モロトフと共にオルグとしてドイツ共産党に派遣され、ベルリンを経て、ロッテルダムからインドに向かい、インド共産党の内紛を調停し、1万ドルの資金を渡した。1929年3月14日に中国・上海に到着する。中国共産党の周恩来に会い、彼の紹介でコミンテルン代表となっていたリヒャルト・ゾルゲに会う。後藤新平死去直後の6月に上海で検挙、
1932年に東京地裁で治安維持法違反により無期懲役の判決を受け、市ヶ谷刑務所に収監された。
1933年、鍋山とともに獄中から転向声明「共同被告同志に告ぐる書」を出した。これはソ連の指導を受けて共産主義運動を行うのは誤りであり、コミンテルンからの分離や満洲事変の肯定、天皇制の受容、日本を中心とする一国社会主義の実現を目指すという内容であった。1934年5月、上告を取り下げて東京控訴院判決（懲役15年）が確定。他の転向者と同様に早期に出獄することが予想されたが、1943年10月まで収監は続いた。

### 戦後
第二次世界大戦終戦後、風間丈吉ら転向者とともに労農前衛党を結成、鍋山らとは民社党の母体となる民主社会主義連盟の創設に参加し、理事を務めた。また、早稲田大学商学部教授などを務め、反ソ連・反共的な立場で『唯物史観批判』（1948年）などを著した。墓所は小平霊園(17-9-30)。

## 系譜・親族
佐野家は代々杵築藩医だった。
- 始祖・佐野徳安 (1603-1668) - 佐野家始祖[11]。
- 祖父・佐野博洋 (1801-1877) - 長崎のフィリップ・フランツ・フォン・シーボルトから西洋医学とコレラ治療法を学んだ[11]。子が雋達（しゅんたつ）。
- 父・佐野雋達（しゅんたつ、1841（天保12）-1913（大正2））- 緒方洪庵、アントニウス・ボードウィン、ヨハネス・ポンペ・ファン・メーデルフォールトから医学を学び、1880年（明治13）に開設された大分県病院兼医学校（現：大分県立病院）の副院長兼副校長に就任（院長は鳥潟恒吉）[11][12]、医学誌「碩田医報」を明治14年に刊行した。長男は佐野彪太、次男が学。雋達の娘・秀（宗秀）と操（宗操）は、江戸千家流の茶道を習得した[13]。
- 兄・佐野彪太（1874（明治7）-?）- 医師。妻は後藤新平[14]の養子しづ（静子、明16-? ）で、その子が佐野碩（1905（明38）-1966、メキシコで演出家）、養子は二三子(明42-?)。二男は二郞（大正元-?）、二女は達子（大正三-?）、三男新（大正六-?）[15]
- 姉お順の息子佐野博は武装共産党時代の指導者で、甥に当たる。
- 佐野武 (1955- ) - 佐野家14代当主、医師、がん研究会有明病院院長[16]。東京大学医学部卒業、キュリー研究所フェロー[16]、森岡恭彦に学び、国立がんセンター中央病院[17]を経てがん研究会有明病院[16]。ドイツ消化器一般外科学会特別賞、英国上部消化管外科学会特別賞、日本消化器外科学会賞受賞[18]。2013年に「日本にいる『ノーベル賞級名医』ベスト30」に選ばれた[19]。
- 木下郁、木下哲はいとこ[20]。

杵築の佐野家は1988年まで佐野医院として使用され、1990年に歴史的建造物として一般公開された。

## 著作

### 単著
- 加奈陀製鉄業 世界製鉄業 第7編 南満洲鉄道東亜経済調査局 1919
- 全国坑夫組合叢書 第1編 全国坑夫組合本部 1920
- 露西亞經濟史研究 大鐙閣 1921.9
- 社会制度の諸研究 同人社書店 1922
- 日本社会史序論 同人社書店 1922
- 日本経済史概論 早稲田泰文社 1923
- 農村問題 科学思想普及会 1924
- 闘争によりて解放へ 新興社会群と新社会秩序 早稲田泰文社 1924
- 露西亜社会史 第1巻 白揚社 1925
- 社会主義雑稿 白揚社 1927
- マルクス主義と無神論 叢文閣 1927
- プロレタリアートと無神論 南宋書院 1927（無産者大学パンフレット）
- 唯物論哲学としてのマルクス主義 上野書店 1928
- レーニン主義二三の研究 叢文閣 1928
- 日本歴史 南宋書院 1928（無産者自由大学）
- 宗教論 上野書店 1929
- 佐野学集 全6巻 希望閣 1930
- プロレタリア日本歴史 白揚社 1933
- 日本古代史論 国民社 1946
- 日本歴史の新しい考え方 生活社 1946（日本叢書）
- 天皇制と社会主義 協同書房 1946
- 日本経済史概論 国民社 1947
- 清朝社会史 文求堂 1947
- 西洋社会思想史 プラトン理想国から社会契約説まで 九州書院 1947
- 日本再興の道 玄文社 1947
- 民族と民主主義 九州書院 1947
- 共産党の生態 激突する国際情勢とコミンフオルム ニュープラン社 1948
- 近世社会主義思想史新講 新進出版社 1948
- 労働者と政党 社会主義政党のありかた 労働出版部 1948- (労働民主シリーズ)
- 唯物史観批判 ダイヤモンド社 1948
- 民族と階級 勤労時報社 1949 (民主社会シリーズ)
- 転向十五年 鍋山貞親共著 労働出版社 1949 (労働民主シリーズ)
- 親鸞と蓮如 丁子屋書店 1949
- 近代社会主義思想研究 第1 丁子屋書店 1949
- 国家と武装 日本再武装の理論的基礎 酣灯社 1951
- 殷周革命 古代中国国家生成史論 青山書院 1951
- 共産主義戦争論 マルクス・レーニン・スターリン・毛沢東の戦争観の分析 青山書院 1951
- 足利尊氏 青山書院 1952
- スターリン主義と流血粛清 そして日共・学生・わが思い出 民主日本協会 1952
- 共産主義と仏教 高野山出版社 1953
- 佐野学著作集 第1-5巻 佐野学著作集刊行会 1957-1958

### 翻訳
- マルクスかカントか シユルツエ・ゲーヴアニッツ 大鐙閣 1920
- マルクス全集 第11 経済学批判 安倍浩共訳 大鐙閣 1923
- 綜合経済論 アキルレ・ロリア 而立社 1924（社会科学大系）
- 社会進化論 ベンジヤミン・キツド 而立社 1925（社会科学大系）
- レーニン著作集 第4巻 一九一七年 プロレタリア革命 レーニン著作集刊行会 1926
- マルクス・エンゲルスと戦争問題 ジノヴィエフ 白揚社 1927
- レーニン主義の基礎 西雅雄共編 スターリン・ブハーリン著作集刊行会 1928
- 十月革命への道 スターリン 白揚社 1928（スターリン・ブハーリン著作集）
- 宗教について レーニン 希望閣 1928（マルクス主義文庫）
- 報告と討論の結語 西共訳 白揚社 1929（スターリン・ブハーリン著作集）
- ロシアに於ける階級闘争と革命 西共訳 スターリン・ブハーリン著作集刊行会 1929
- マルクス主義入門 西共訳 白揚社 1929（スターリン・ブハーリン著作集）
- 世界資本主義の現段階 西共訳 白揚社 1930（スターリン・ブハーリン著作集）

### 論文
- 特殊部落民解放論『解放』1921年7月号